# 변론주의
변론주의(辯論主義)란 민사소송법상 원칙으로 소송자료(사실과 증거)의 수집, 제출책임은 당사자에게 있고, 당사자가 수집하여 변론에서 제출한 소송자료만으로 재판의 기초로 삼아야 한다는 것이다. 즉, 변론에서 제출되지 않은 주요사실은 판결의 근거가 되지 않는다. 개인주의에 기초한 사적자치에 그 근거를 둔다. 그러나 법률해석적용이나 증거의 가치평가에 대한 당사자의 주장에 대해 법원이 구속되지 않는다. 기본적으로는 직권증거조사를 금하지만 석명권이 이를 보완한다. 처분권주의는 널리 변론주의를 포함하여 당사자주의(adversary system)로도 쓰이며, 이를 직권주의에 대응시키고 있다. 처분권주의는 소송물에 대한 자유를 말하며 변론주의는 소송자료(사실과 증거)에 대한 자유를 말한다.

## 내용

### 사실의 주장책임
당사자가 수집하여 변론에서 제출한 소송자료만을 재판의 기초로 삼아야 한다.

### 자백의 구속력
법원은 당사자 간 다툼이 없는 주요사실은 재판의 기초로 삼아야 한다.

## 근거조문
처분권주의는 민사소송법 제203조의 규정이 있지만, 변론주의는 근거조문이 없다.
민사소송법 제203조(처분권주의) 법원은 당사자가 신청하지 아니한 사항에 대하여는 판결하지 못한다.

## 판례
- 소멸시효의 기산일은 채무의 소멸이라고 하는 법률효과 발생의 요건에 해당하는 소멸시효 기간 계산의 시발점으로서 소멸시효 항변의 법률요건을 구성하는 구체적인 사실에 해당하므로 이는 변론주의의 적용 대상이고, 따라서 본래의 소멸시효 기산일과 당사자가 주장하는 기산일이 서로 다른 경우에는 변론주의의 원칙상 법원은 당사자가 주장하는 기산일을 기준으로 소멸시효를 계산하여야 하는데, 이는 당사자가 본래의 기산일보다 뒤의 날짜를 기산일로 하여 주장하는 경우는 물론이고 특별한 사정이 없는 한 그 반대의 경우에 있어서도 마찬가지이다[1]
- 변론주의하에서는 아무리 법원에 현저한 사실이라 할지라도 당사자가 그 사실에 대한 진술을 하지 않는 한 법원은 그것을 사실인정의 자료로 할 수 없다[2]
- 변론준비기일에 있어서 양쪽 당사자의 불출석의 경우 새로운 변론준비기일을 지정하는 외에도 당사자 불출석을 이유로 변론준비절차를 종결할 수 있다[3]

## 참고 문헌
- 조상희, 『법학전문대학원 민사소송법 기본강의』. 한국학술정보(주), 2009. ISBN 9788953423077

## 같이 보기
- 대한민국 민사소송법 제203조
- 처분권주의
- 직권주의
- 직권탐지주의